# Halle aux fromages de Coulommiers
 (février 2021).
Si vous disposez d'ouvrages ou d'articles de référence ou si vous connaissez des sites web de qualité traitant du thème abordé ici, merci de compléter l'article en donnant les références utiles à sa vérifiabilité et en les liant à la section « Notes et références ».
La halle aux fromages de Coulommiers, en Seine-et-Marne, a été construite en 1887. Elle se trouve sur le Cours Gambetta, en bordure du centre historique de la ville.

## Histoire
Le bâtiment a été construit du fait de l’importante augmentation du commerce durant la seconde moitié du XIXe siècle , l’ancienne halle du marché étant devenue trop petite. Le nom de Halle aux fromages vient du fait qu’il y était vendus principalement des produits laitiers, tel que le fromage Coulommiers.

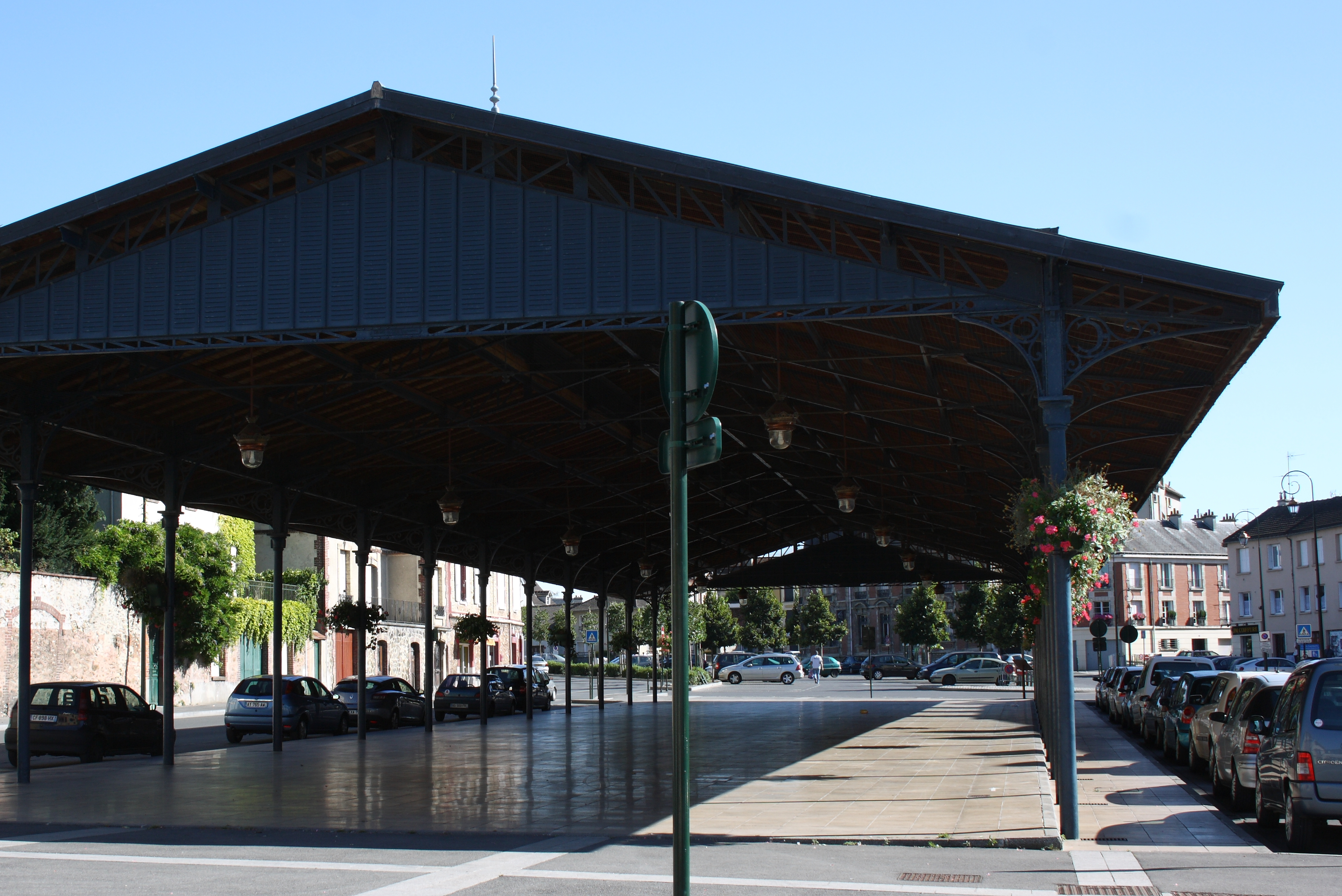
Halle aux fromages de Coulommiers
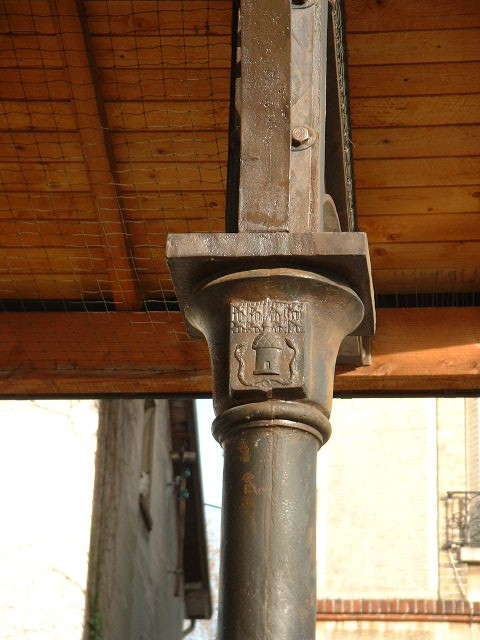
Support en fonte avec le blason de Coulommiers